# Dinah Kohnstamm
Dinah Elisabeth Kohnstamm (Amsterdam, 21 augustus 1869 – Auschwitz, 24 september 1942) was een Nederlands schilder en tekenaar.

## Leven en werk
Kohnstamm, lid van de familie Kohnstamm, was een dochter van Maijer (Max) Kohnstamm (1836-1906) en Sara Wertheim (1841-1922). Max Kohnstamm kwam uit Beieren, woonde in zijn jeugd in België en trok in 1864 naar Amsterdam, waar hij in dienst kwam bij de bank Wertheim & Gompertz. In 1867 trouwde hij met Sara, haar broer Abraham Carel Wertheim was een van de firmanten van de bank. Vader had manisch-depressieve symptomen, waarvoor hij in sanatoria in Duitsland werd behandeld. De familie woonde daardoor afwisselend in Nederland en Duitsland. Dinah, haar zus Betty (of Babette) en broer Philip groeiden tweetalig op.

### Kunstenares
Het is niet bekend wanneer Dinah Kohnstamm begon met tekenen en schilderen. Pas toen ze 32 was stuurde ze een pasteltekening en een tafelloper in voor de Nationale Tentoonstelling van Vrouwenarbeid 1898. Ze illustreerde in 1900 twee meisjesboeken en publiceerde in 1907 een zelfgeschreven prentenboekje, dat in het Nederlands en het Duits verscheen. In deze periode nam ze les in Berlijn bij Dora Hitz, Leo von König, A. Neumann en Arthur Lewin-Funcke. Terug in Nederland kreeg ze les van Martin Monnickendam en van Jan Veth raadgevingen over lithografie. Kohnstamm schilderde, tekende, etste, en lithografeerde stillevens en figuurvoorstellingen en was daarnaast actief als kunstnijveraarster. Ze borduurde en bedrukte stoffen met linoleumsnedes. Haar stoffen gebruikte ze voor het maken van onder andere kleding (kimono's, avondjassen en sjaals), beurzen, gordijnen en lampenkappen.
Verenigingen en tentoonstellingen

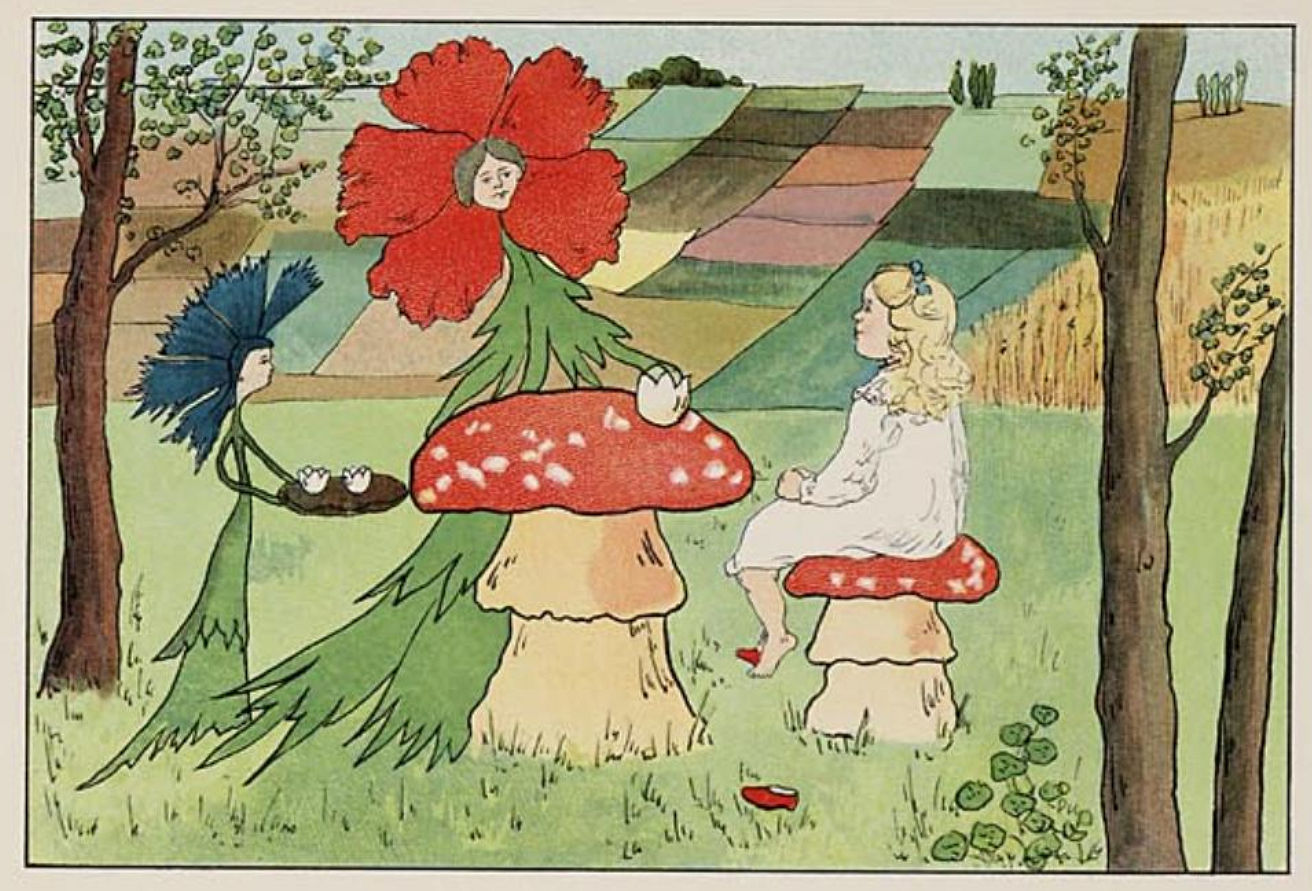
Prent uit Pukjes droom, 1907

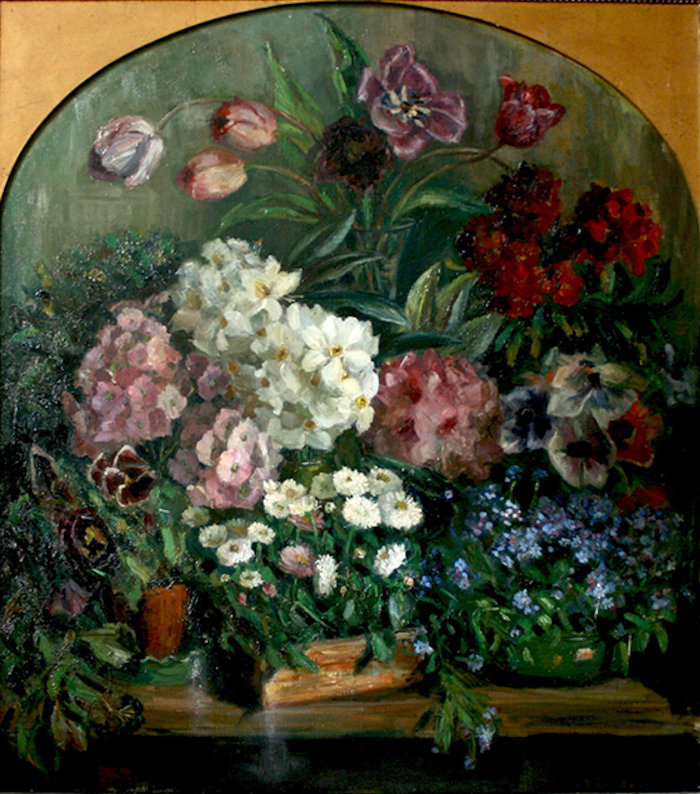
Bloemstilleven (olieverf)

Kohnstamm was lid van diverse kunstenaarsverenigingen, waaronder Arti et Amicitiae en vanaf 1919 de Nederlandsche Vereeniging voor Ambachts- en Nijverheidskunst. Ze nam deel aan tentoonstellingen van Levende Meesters, tussen 1907 en 1916 aan tentoonstellingen van Sint Lucas in het Stedelijk Museum Amsterdam en na 1919 bijna jaarlijks bij De Onafhankelijken. In 1913 nam ze deel aan de tentoonstelling De Vrouw 1813-1913. In 1918 toonden Kohnstamm en Lotte Korijn in een duo-expositie in het Stedelijk Museum in Amsterdam bedrukte stoffen en linoleumsneden. Ze nam ook deel aan de Exposition Internationale des Arts Décoratifs et Industriels modernes, de Wereldtentoonstelling van 1925 in Parijs.
Kohnstamm heeft meerdere bestuursfuncties vervuld. Ze was onder meer in 1913 bestuurslid van de Amsterdamse afdeling van Tesselschade. In 1920 was ze als bestuurslid betrokken bij de organisatie van de jaarbeurs voor kunstnijverheid, ze vormde bovendien met C.A. Lion Cachet en Tom Poggenbeek de toelatingscommissie. In 1923 was ze met onder anderen A.J.J. Tellegen-Fock, Colina de Vlugt-Flentrop en Jenny Tweer-Westerman, lid van het oprichtingsbestuur van De Nederlandsche Vrouwenclub, een jaar later werd ze voorzitter van de kunstcommissie van de club.

### Joods
De kunstenares was van huis uit Joods, maar de familie was niet religieus, wel onderhielden ze banden met het Jodendom. In 1933 werd Dinah Kohnstam lid van het Neutraal Comité voor Duitsche vluchtelingen, onderdeel van het Comité voor Bijzondere Joodsche Belangen (onder voorzitterschap van Abraham Asscher), dat vluchtelingen wilde ondersteunen met raad en hulp. Het Neutraal Comité werd gevormd door leden van humanitaire, pacifistische en religieuze verenigingen. In 1938 bekeerde Kohnstamm zich tot het christendom en trad ze toe tot de Gereformeerde Kerk in Hersteld Verband in Amsterdam, bij dominee Johannes Geelkerken.
Tijdens de Tweede Wereldoorlog woonde Dinah met haar zus Betty en twee Joodse huisgenotes, Fanny van Raap en Dina Benjamin, aan de Euterpestraat. In deze straat werden de Nederlandse afdeling van de Sicherheitsdienst en later de Zentralstelle gevestigd. De Zentralstelle was verantwoordelijk voor de deportaties van de Amsterdamse Joden. In februari en juli 1942 vonden razzia's in Amsterdam plaats, waarbij Joden werden opgepakt. De 800 Joden die bij de tweede razzia werden opgepakt, werden met een van de eerste transporten via Kamp Westerbork naar Auschwitz afgevoerd. Nog dezelfde maand vonden vanuit Westerbork zeven transporten met Amsterdamse Joden plaats, en meerdere volgden. In september 1942 werd door de bezetters besloten dat de deportatie van Joden die zich tot het christendom hadden bekeerd werd uitgesteld. Toen Dinahs zus Betty en hun huisgenoten eind september 1942 werden weggevoerd, hoefde Kohnstamm daardoor niet mee. Ze wilde hen echter niet alleen laten en ging mee op transport. Dinah, Betty en hun huisgenoten werden bij aankomst in Auschwitz vergast.
Dinah Kohnstamm werd 73 jaar. Het dagboek dat zij in haar laatste levensjaar heeft bijgehouden is opgenomen in de collectie van het NIOD.

## Enkele werken
- 1900: zes illustraties voor Mijn twee vriendinnen van Truida Kok, uitgegeven door W. Hilarius Wzn. in Almelo.
- 1900: zestig pentekeningen voor Aan de bron van Thérèse Hoven, uitgegeven door W. Hilarius Wzn. in Almelo.[12]
- 1907: eigen prentenboekje Pukjes droom. Amsterdam / Leipzig: Maas en Van Suchtelen.[13] In hetzelfde jaar in het Duits uitgebracht onder de naam Ellen's Traum.
- 1908: illustraties voor de programmaomslag van het congres van de Wereldbond voor Vrouwenkiesrecht in Amsterdam.
- 1910: wandplaat Het bezoek van koningin Roos, die werd verkocht ten behoeve van het Centraal Genootschap voor Gezondheids- en Vacantiekolonies.

### Galerij

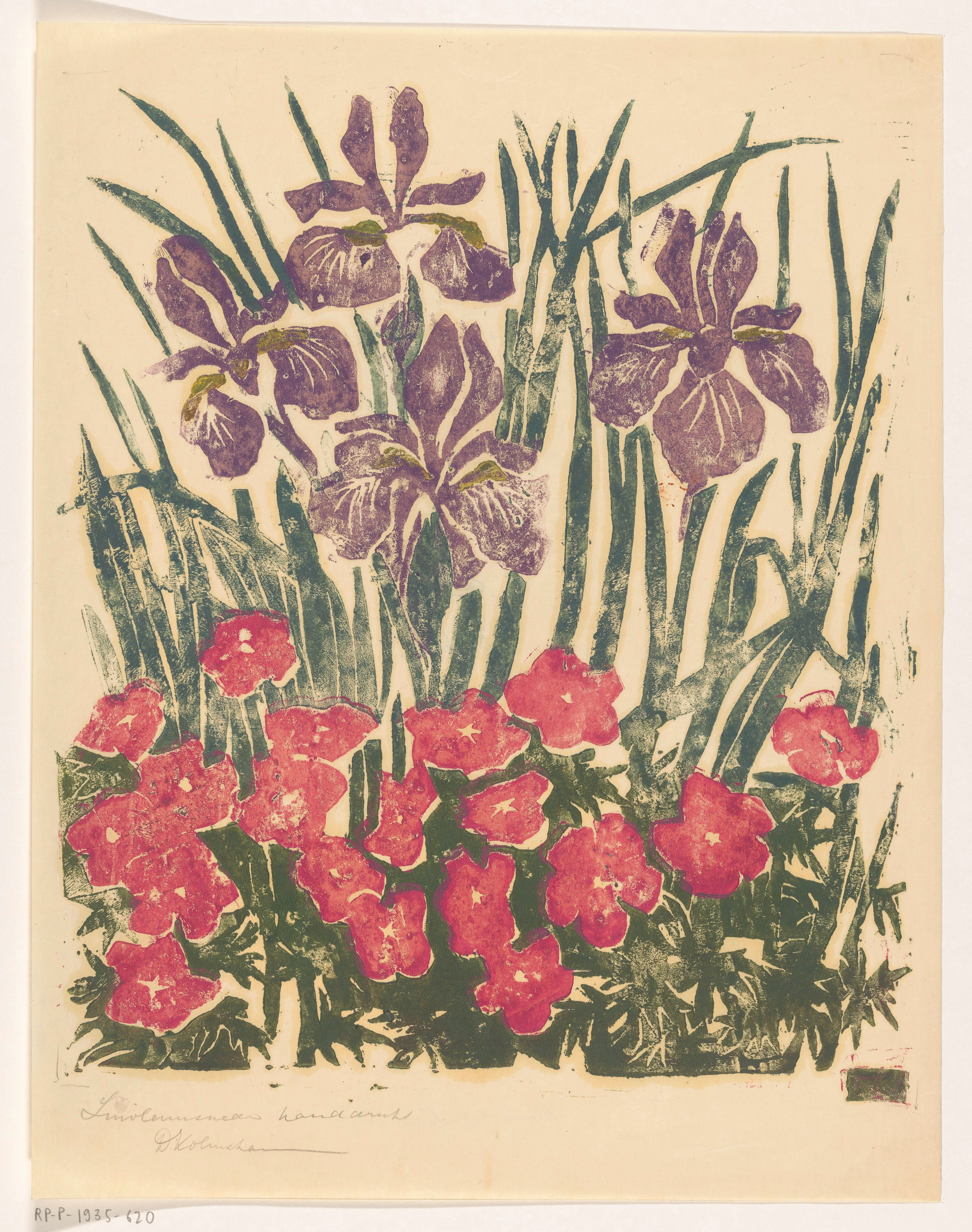
Lissen en andere bloemen, Rijksprentenkabinet, Amsterdam
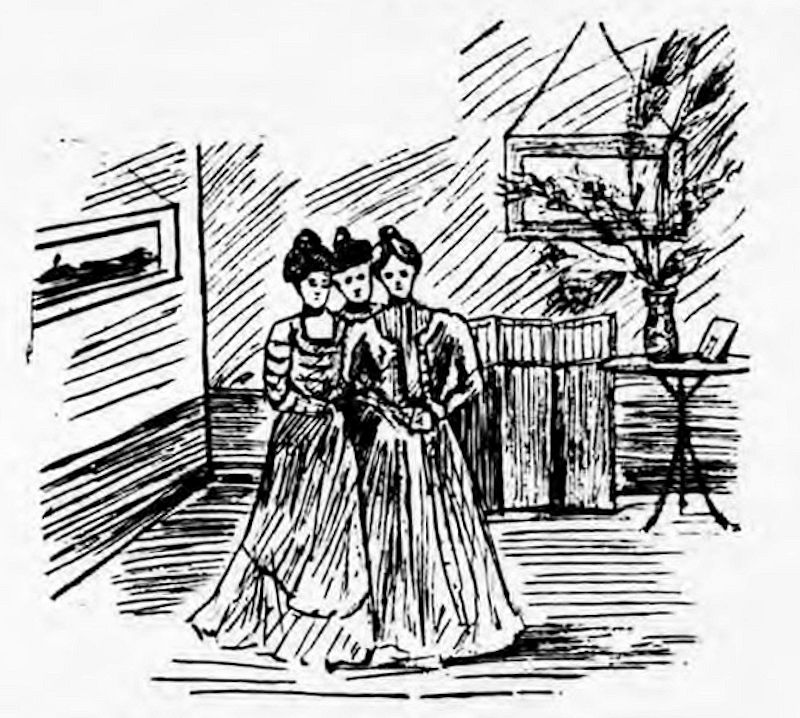
Pentekening uit Aan de bron, 1900
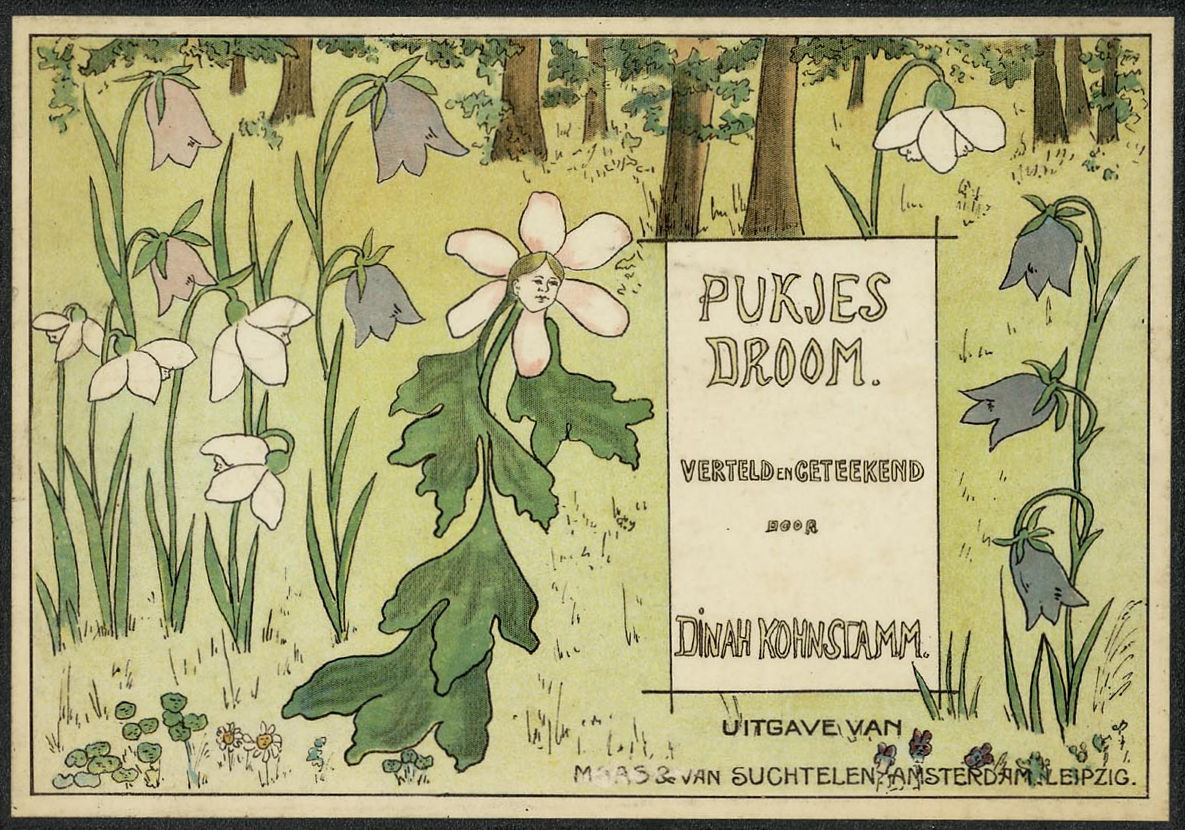
Omslag van Pukjes droom, 1907
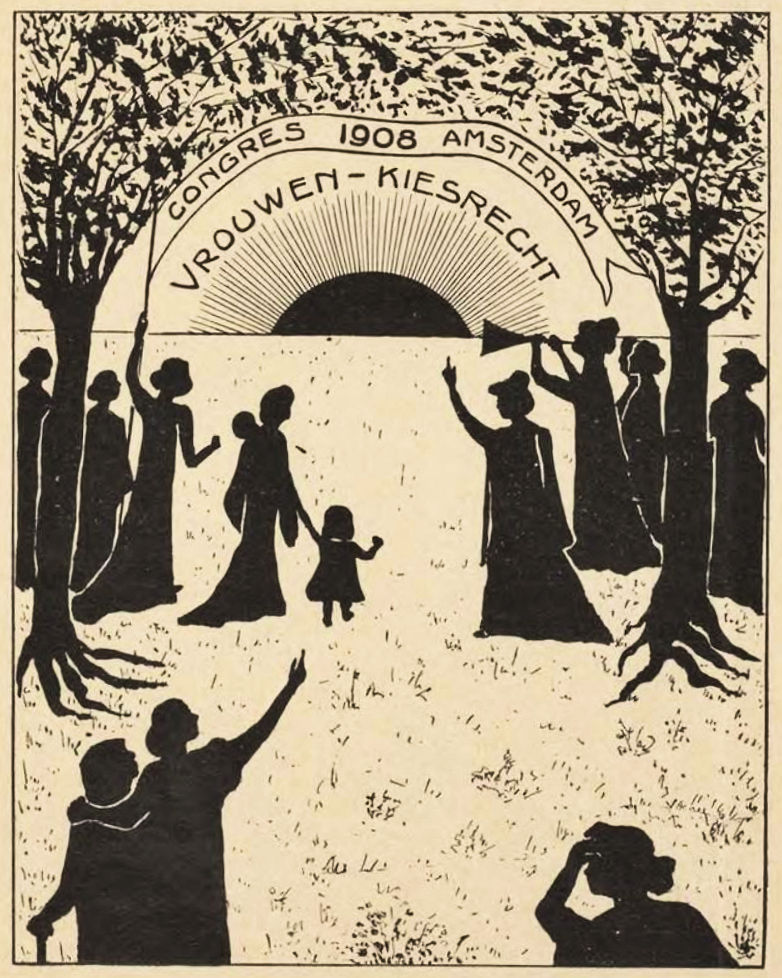
Omslag congresprogramma Wereldbond, 1908
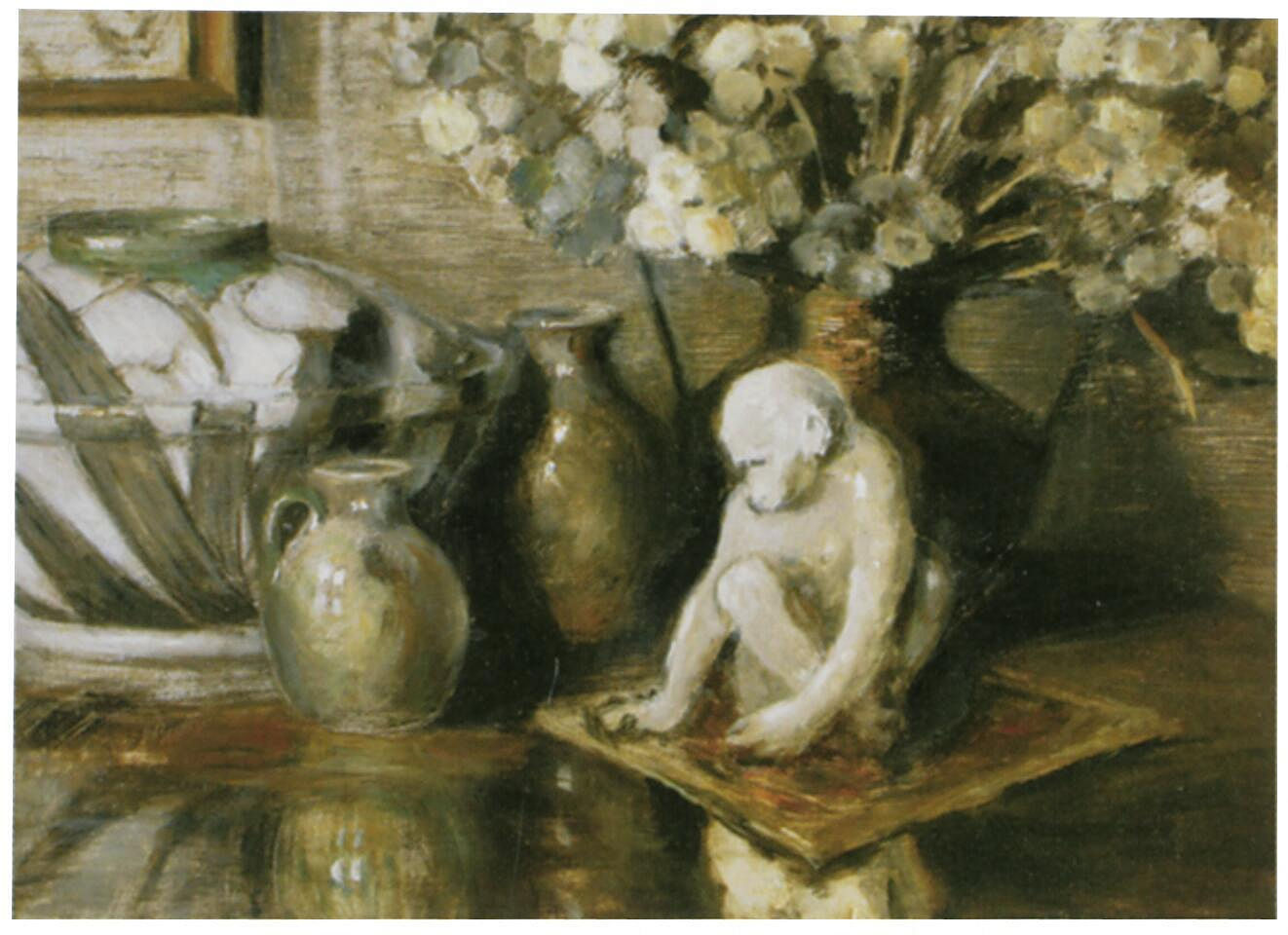
Het witte aapje, 1911
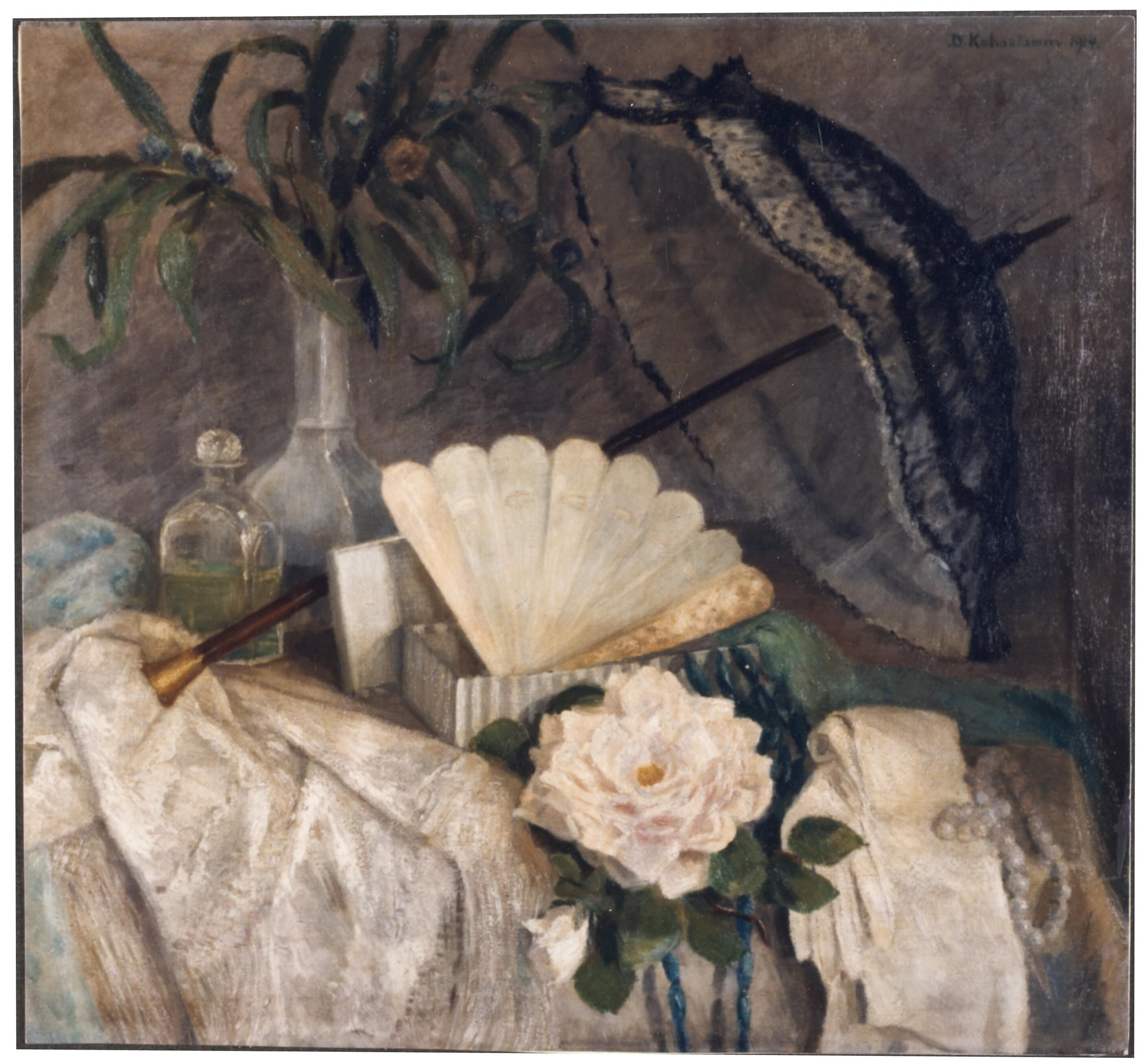
Stilleven met een waaier en een parasol, 1914